# Судзукі Сатомі
Судзукі Сатомі  (яп. 鈴木聡美; нар. 29 січня 1991, Фукуока, Японія) — японська плавчиня, олімпійська медалістка.

## Виступи на Олімпіадах
| Олімпіада   | Дисципліна                    | Місце |
| ----------- | ----------------------------- | ----- |
| Лондон 2012 | плавання на 100 метрів брасом | 3     |
| Лондон 2012 | плавання на 200 метрів брасом | 2     |
| Лондон 2012 | комплексна естафета 4 × 100   | 3     |